# 村田昇 (国文学者)
村田 昇（むらた のぼる、1900年3月17日 - 1981年12月25日）は、日本の国文学者。山口大学名誉教授。

## 略歴
1900年、愛媛県生まれ。別名・穆山人。高等学校教員免許取得。山口大学教育学部助教授、同大学教授、1963年同大学定年退官。同大学名誉教授。梅光女学院短期大学元教授。古典文芸と仏教の関係を研究した。

## 著書
- 『日本文学の仏教的論究』一橋書房 1952
- 『中世文芸と仏教』一橋書房 1956
- 『日本古典の仏教的精神』一橋書房 1958
- 『日本古典文芸美の伝統』平凡社 1961
- 『近世文芸の仏教的研究』百華苑 1963
- 『美妙仏 仏道体験』百華苑 1965
- 『幸福の発見 仏道体験』原写真印刷 (印刷)1967
- 『俳諧寺一茶の芸術 親鸞教徒の美学』原写真印刷 (印刷) 1969
- 『芭蕉の美学』西日本東洋文化研究所 1969
- 『大生命 仏道経験』原写真印刷 (印刷) 1971